# Oncidium manningianum
Oncidium manningianum är en orkidéart som beskrevs av Willibald Königer. Oncidium manningianum ingår i släktet Oncidium och familjen orkidéer. Inga underarter finns listade i Catalogue of Life.